# (1492) Oppolzer
(1492) Oppolzer ist ein Asteroid des inneren Hauptgürtels, der am 23. März 1938 vom finnischen Astronomen Yrjö Väisälä am Iso-Heikkilä-Observatorium der Universität Turku bei einer Helligkeit von 15,2 mag entdeckt wurde. Nachträglich konnte festgestellt werden, dass er am gleichen Ort bereits am 22. Februar und 8. März fotografiert worden war.
Der Asteroid wurde benannt nach Hofrat Theodor Ritter von Oppolzer (1841–1886), Professor für Astronomie in Wien und Autor des monumentalen Canon der Finsternisse.

## Wissenschaftliche Auswertung
Aus Ergebnissen der IRAS Minor Planet Survey (IMPS) wurden 1992 erstmals Angaben zu Durchmesser und Albedo für zahlreiche Asteroiden abgeleitet, darunter auch (1492) Oppolzer, für den damals Werte von 12,3 km bzw. 0,09 erhalten wurden.
Photometrische Beobachtungen des Asteroiden erfolgten vom 20. April bis 5. Mai 2015 am Astronomischen Institut der Universität Siena und am Saronno Observatory in Italien. Aus der gemessenen Lichtkurve konnte eine wahrscheinliche Rotationsperiode von 3,77 h bestimmt werden. Auch kurz darauf vom 10. bis 18. Mai 2015 am Osservatorio Astronomico di San Polo a Mosciano in Italien durchgeführte Beobachtungen konnten zu einer Rotationsperiode von 3,7689 h ausgewertet werden.
Auf der Suche nach superschnellen Rotatoren wurde im Rahmen einer Zusammenarbeit zwischen dem Lulin-Observatorium in Taiwan und der Sternwarte am purpurnen Berg (PMO) in China auch der Asteroid (1492) Oppolzer im Februar/März 2017 und im März 2018 mit dem Chinese Near-Earth Object Survey Telescope (CNEOST) an der Xuyi-Außenstelle des PMO beobachtet. Es konnte auch hier eine Rotationsperiode von 3,77 h bestätigt werden. Für den Durchmesser wurde ein Wert von 5,9 km abgeschätzt. (1492) Oppolzer wurde auch am 18. und 26. März 2018 mit der reaktivierten 77-cm-Schmidt-Kamera (CST) am Tonantzintla-Observatorium (OANTON) in Mexiko beobachtet. Es wurden zwei alternative Werte für die Rotationsperiode von 3,77 bzw. 3,57 h abgeleitet.

## Asteroidenpaar
(1492) Oppolzer bildet mit dem Asteroiden (1251) Hedera ein quasi-complanares Asteroidenpaar. Sie besitzen sehr ähnliche Bahnelemente und bewegen sich nahezu in der gleichen Bahnebene, allerdings ist die Bahn von (1492) Oppolzer kleiner und ihre Apsidenlinien sind stark gegeneinander verdreht. (1492) Oppolzer besitzt eine deutlich kürzere Umlaufzeit um die Sonne als (1251) Hedera, so dass er sie etwa alle 10 bis 12 Jahre überholt. Im März 2443 wird es dabei zu einer starken Annäherung zwischen den beiden Körpern bis auf einen Abstand von etwa 89.000 km kommen.